# Ungarische Badminton-Mannschaftsmeisterschaft 1989
Die Ungarische Badminton-Mannschaftsmeisterschaft 1989 war die 21. Auflage dieser Veranstaltung. Es wurde ein Wettbewerb für gemischte Mannschaften ausgetragen. Meister wurde das Team von Honvéd Zrínyi SE.

## Endstand
| Platz | Mannschaft |
| ----- | --- |
| 1.    | Honvéd Zrínyi SE (György Vörös, János Herling, Csaba Béleczki, Zsolt Kocsis, Gyula Szalai, Ildikó Vígh, Judit Fejes, Júlia Dudics, Hajnalka Horváth, Bea Csákány) |
| 2.    | Nyíregyházi VSSC |
| 3.    | Debreceni Kinizsi |
| 4.    | Honvéd Osztapenko SE |
| 5.    | Honvéd Papp József SE |
| 6.    | BEAC |